# Palkó István (nyelvész)
Palkó István (Torony, 1913. augusztus 23. – Szombathely, 2008) nyelvész, pedagógus, irodalmi szerkesztő.

## Élete
A Vas vármegyei, Szombathely közelségében lévő Torony községben született. Az elemi iskolát itt végezte el, majd a szombathelyi Premontrei Rendi Szent Norbert Gimnáziumban érettségizett le. Ezt követően Pécsett végezte egyetemi tanulmányait latin-magyar-görög szakon. Az egyetemen kötött életre szóló barátságot földijével, Weöres Sándorral. Nagy hatást gyakoroltak rá tanárai: Várkonyi Nándor és Kerényi Károly.
Pályakezdőként Ungváron a Magyar Királyi Állami Drugeth Főgimnáziumban kapott tanári állást, majd Szombathelyre került és a Faludi Ferenc Gimnázium tanára lett. Az államosítást követően a Faludi és a Premontrei Gimnáziumot összevonták Nagy Lajos Gimnázium néven. Igazgatásával Palkót bízták meg. A helyi pártemberekkel való összetűzése miatt átkerült a Kanizsai Gimnáziumba (igazgatóként). 1956-ban a szombathelyi Pedagógusok Forradalmi Tanácsának tagja. Pár évig tanított csak a Kanizsai Gimnáziumban, ugyanis a szombathelyi tanítóképző főiskola (Szombathelyi Felsőfokú Tanítóképző Intézet, később Berzsenyi Dániel Főiskola) megszervezésével, és igazgatásával bízták meg. Innen újabb összetűzések miatt 1971-ben Jugoszláviába (Mariborba) ment magyar nyelvet tanítani.
Nyugdíjasként előbb Szombathelyen, majd Révfülöpön és Budapesten, végül ismét Szombathelyen élt.

## Irodalmi munkássága
Írt novellákat, verseket. Számos német fordítása megjelent. Regényei kiadatlanok, illetve elvesztek (pl.: A fáraó halála).
Írói működésénél jelentősebb szerkesztői munkálkodása. Már egyetemistaként szerkesztője volt Várkonyi Sorsunk című lapjának. Vas vármegyébe visszatérve a Pável Ágoston által alapított Vasi Szemle szerkesztője lett. 1948-ban útjára indította a rövid életű Népünk című folyóiratot (három számot ért csak meg). Az 1963-ban alapított irodalmi folyóiratnak (az első években még antológia) az Életünknek a főszerkesztője 1969-ig.
Aktív korában az irodalmi élet minden jelentős személyiségével szoros, sokszor baráti kapcsolata volt.
Számos kifejezetten Vas megyei témájú irodalmi antológiát is szerkesztett (Őrség, Vasi élet és irodalom, Ez történt).
Sokáig az Írószövetség Nyugat-Dunántúli csoportjának titkára. Vezetője a Vasi Írók és Művészek Munkaközösségének.
Irodalomtörténészként is jelentőset alkot, többfelé publikál ilyen minőségében is. Palkó István: Irodalomtörténetünk új áttekintése 1800-ig (Szombathely, 1948). Palkó István: Vörösmarty-tanulmányok (Szombathely, 1963).

## Pszichológiai munkássága
Az irodalom és a nyelv mellett a pszichológia is érdekli. Németországban, Jénában szerzett pszichológusi képesítést, mint klinikai pszichológus. Pedagógusi munkálkodása mellett ezzel is szívesen foglalkozott. Szakterülete a hipnózis terápia volt.
Egyik alapító tagja a Magyar Pszichológiai Társaságnak.

## Nyelvészeti tevékenység
Számos helyen publikálta szerteágazó nyelvészeti kutatásait. Tevékenysége ebben a tudományágban is szerteágazó: a hangtantól a fonetikán és a nyelvjáráson át a földrajzi nevek kutatásáig terjed.

## Kitüntetések
- Torony község díszpolgára
- 2006. aranygyűrű a Berzsenyi Dániel Főiskolától

## Dokumentumfilmek
- A Magyar Televízió számára segédkezik a Regősének I. című dokumentumfilm elkészítésében. Nagy László költőt kíséri el Dozmat községbe, hogy a híres dozmati regösénekről készítsenek filmet. A filmben, mint kérdező is jelen van, de a film második felében Palkó István kap főszerepet: ő fejti meg, magyarázza el a regősének valódi jelentését.
- Horváth Zoltán: Ez történt – Palkó István élete (2006.) 18 perc – a film tárgya
- Horváth Zoltán: A meseboltos (2006.) – szereplő a Gazdag Erzsi életéről szóló portréfilmben